# Пербуар, Поль Эмиль Леон
Поль Эмиль Леон Пербуар (фр. Paul Émile Léon Perboyre; 1851[…] — 1929[…]) — французский художник-баталист.

## Биография
Родился в 1851 году в Орбуре неподалёку от Кольмара, Эльзас. Учился в Высшей школе изящных искусств Парижа под руководством Леона Бонна. Среди других учителей Пербуара были Тони Робер-Флёри и Эдуар Детай, оказавший особенно значительно влияние на его последующее творчество.
Регулярно выставлял свои работы на ежегодном Парижском салоне с 1881 по 1914 год, причём в 1908 году одна из его работ удостоилась почётного упоминания жюри Салона. Выставлял свои работы также в Великобритании: в Галерее Гровенор и Институте изящных искусств Глазго. Являлся членом Общества французских художников (с 1909 года).
Создавал, по большей части, батальные сцены из истории Французских революционных войн, Первой и Второй империй. Был твёрдым приверженцем академического стиля.
Скончался Пербуар в 1929 году.

## Галерея

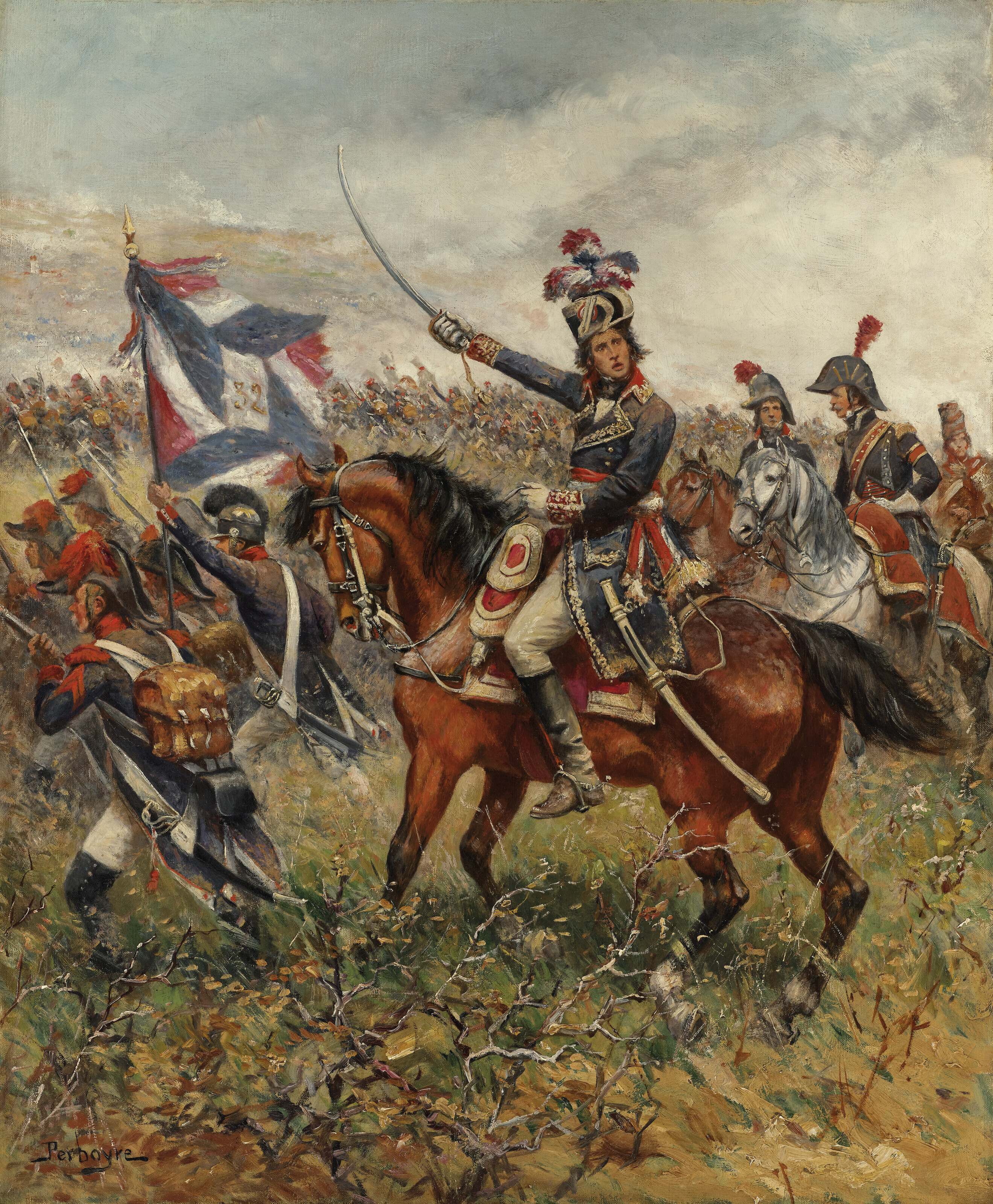
Генерал Ожеро в бою при Кастильоне
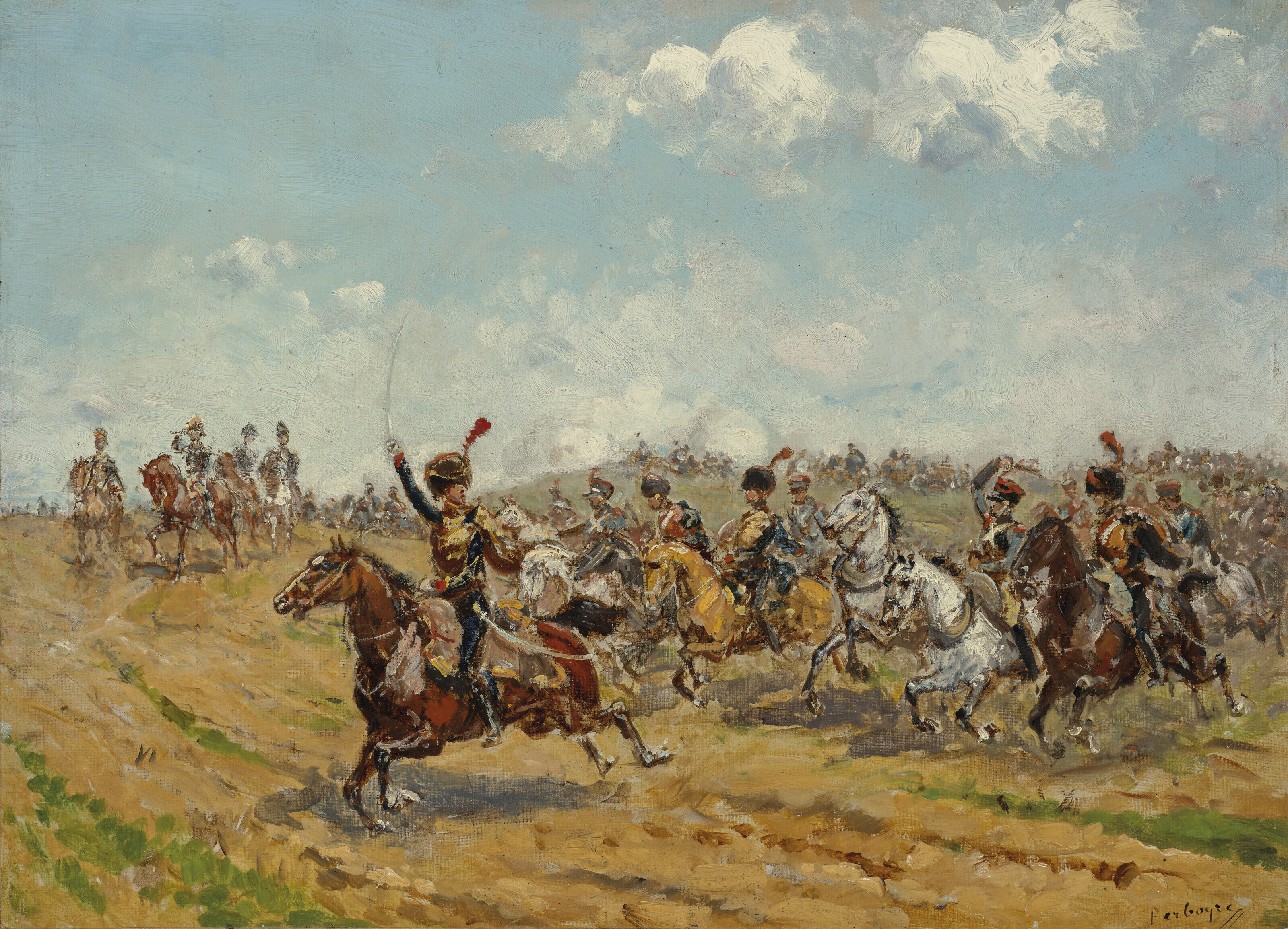
Эпизод битвы при Йене
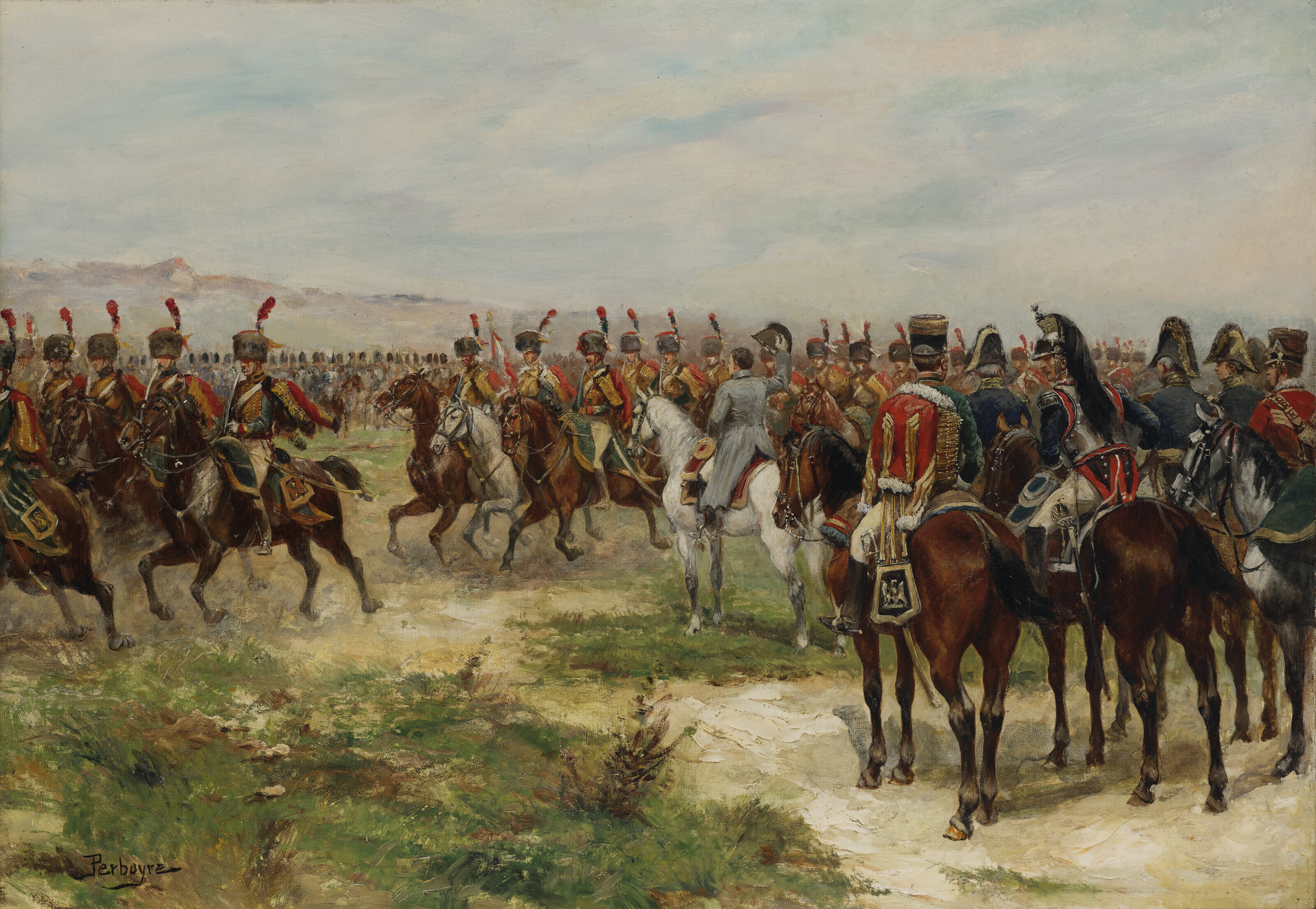
Наполеон приветствует Конных егерей своей гвардии
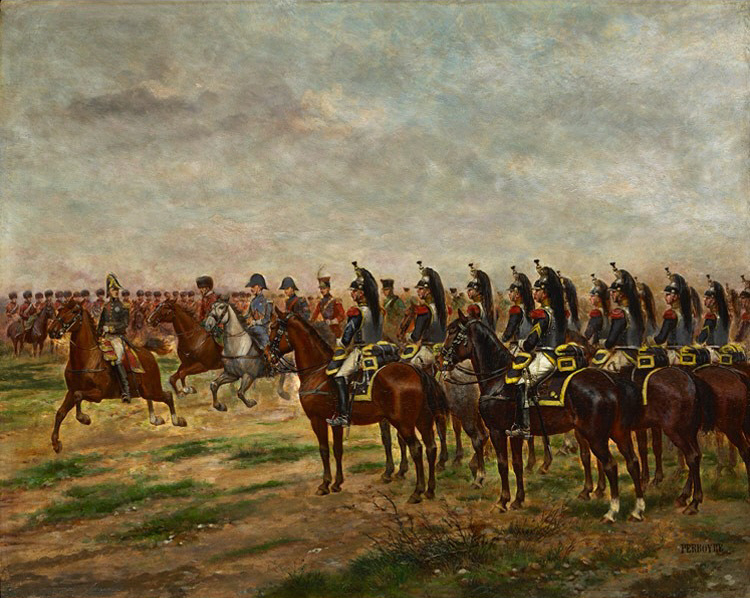
Эпизод Наполеоновских войн. Французская кавалерия перед битвой (Ней при Ватерлоо?)
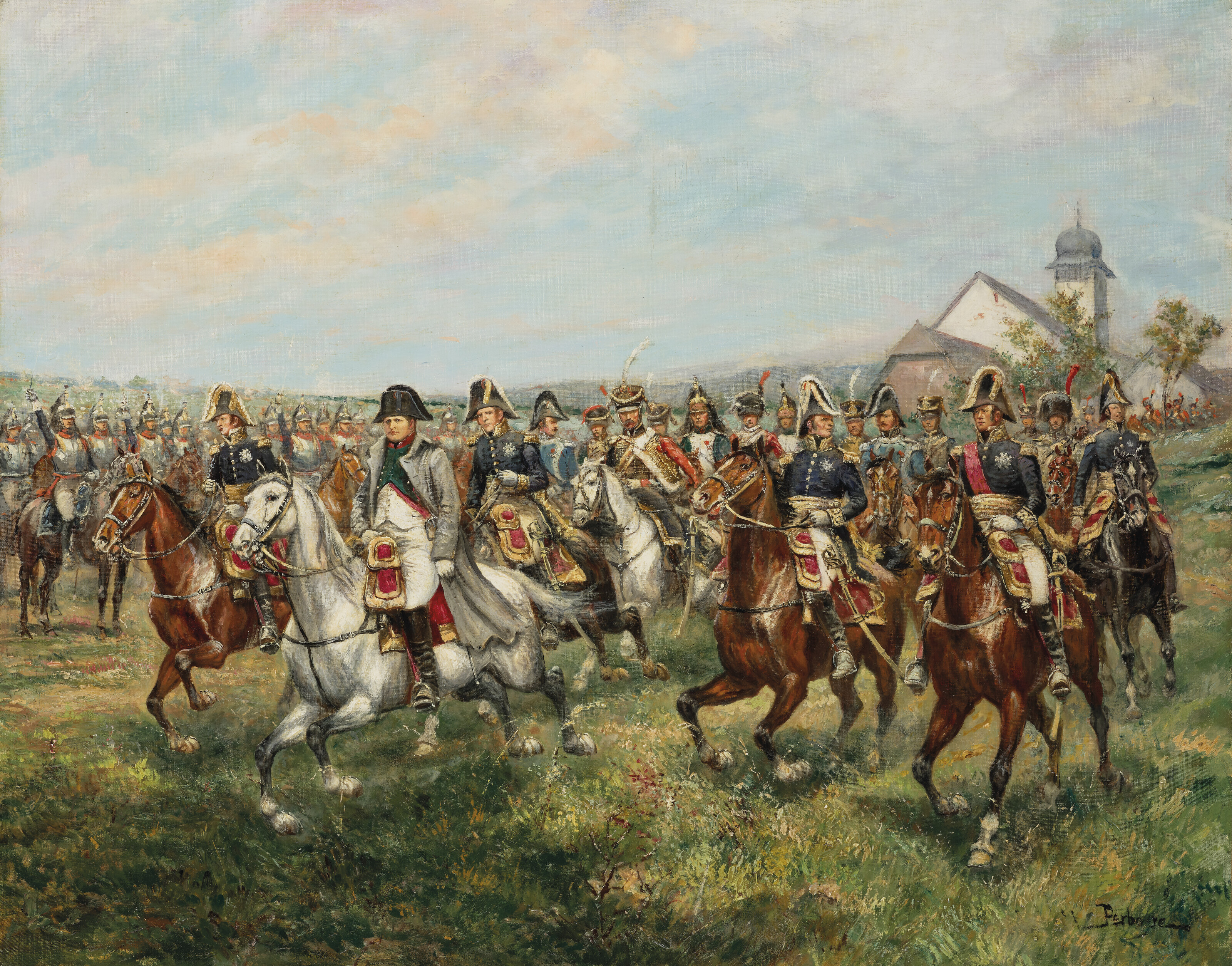
Наполеон со штабом при Фридланде
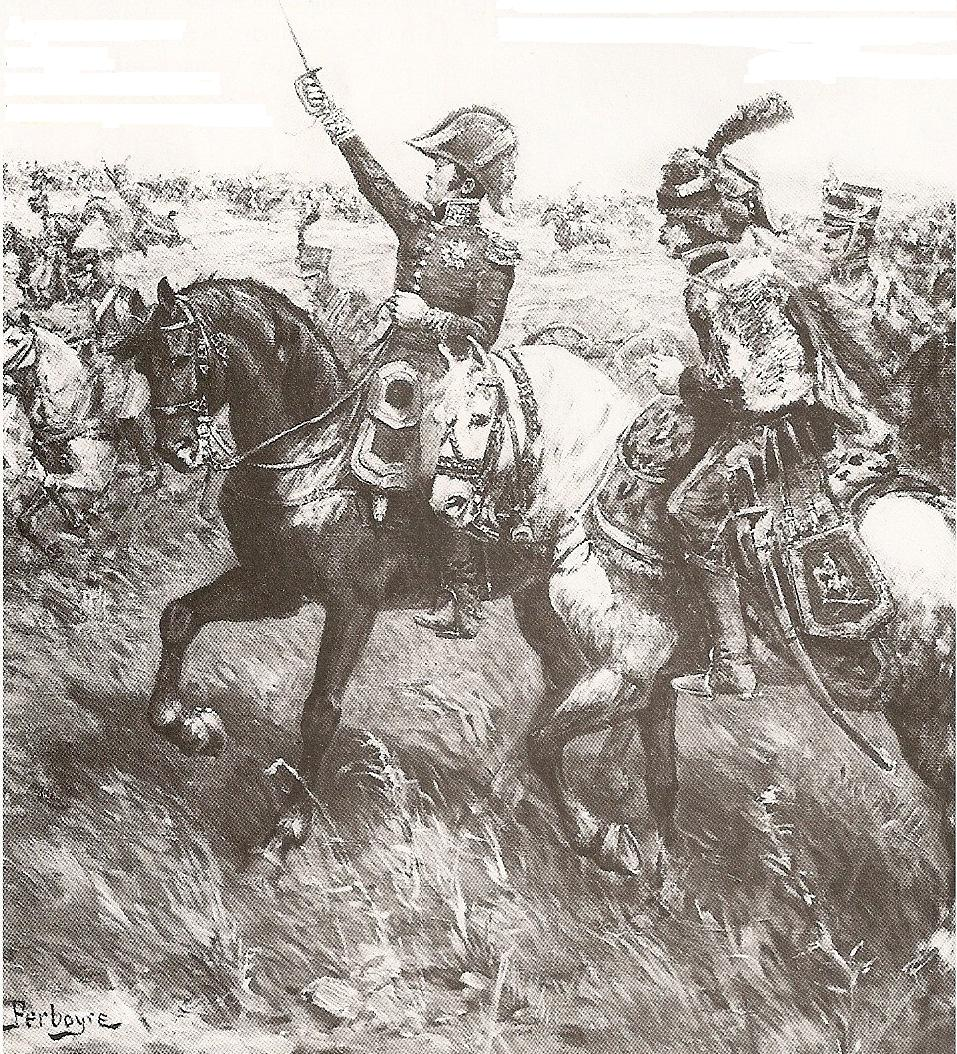
Генерал Друо при Ваграме
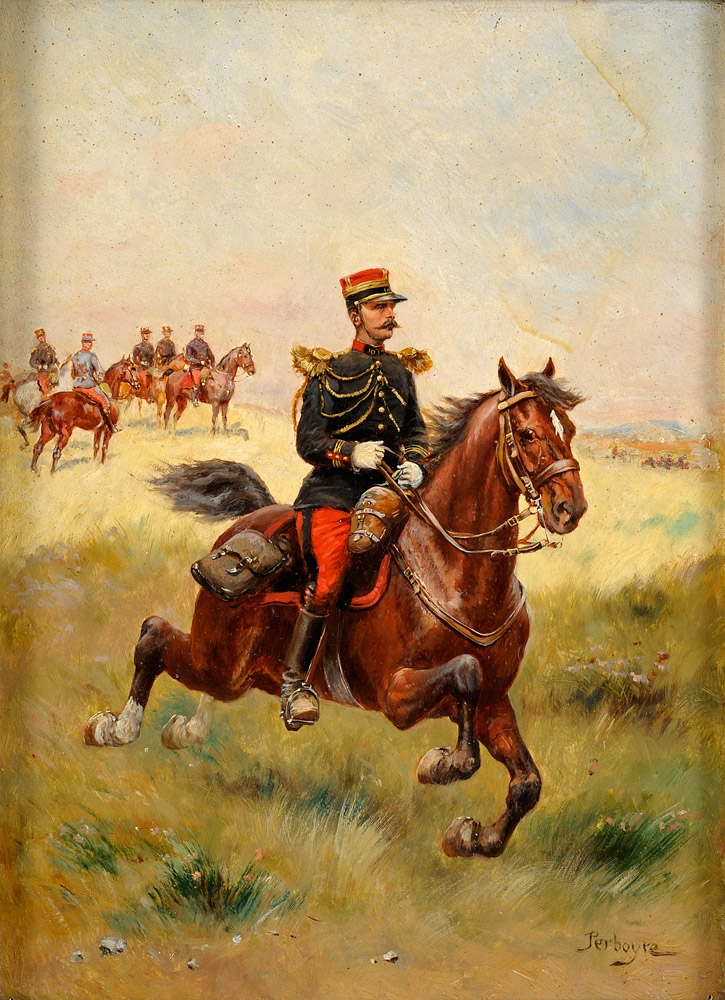
Адъютант времён Второй империи
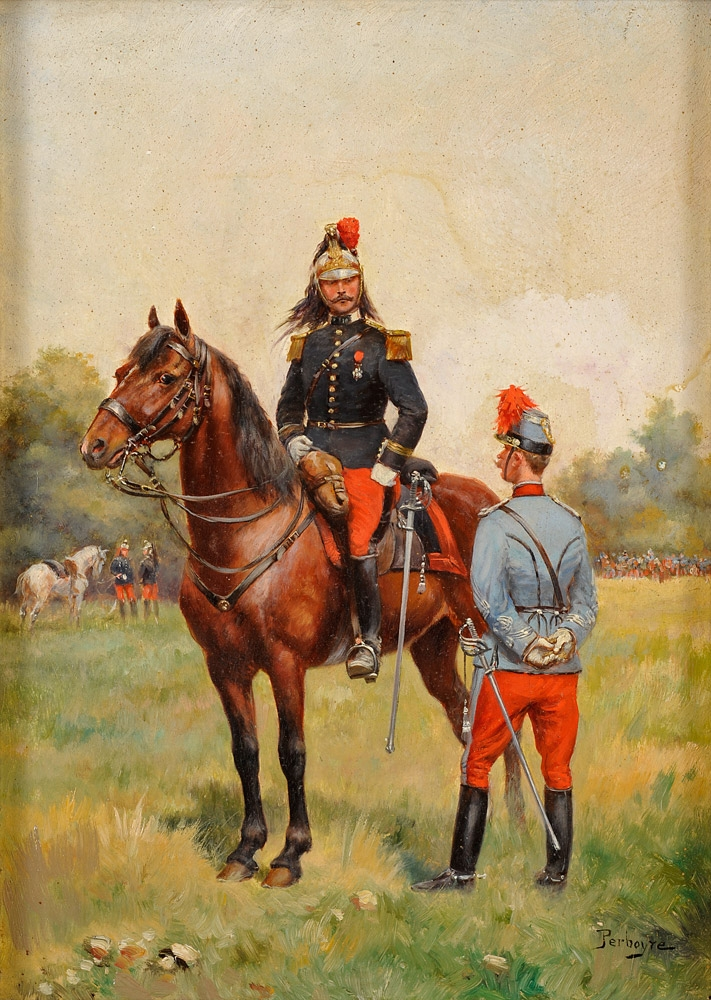
Кавалерийские офицеры Второй империи